# Dálcio Gomes
Euciodálcio Gomes (Pragal, 22 mei 1996) – voetbalnaam Dálcio – is een Portugees voetballer die bij voorkeur als vleugelspeler speelt. Hij tekende in 2015 bij SL Benfica.

## Clubcarrière
Dálcio speelde in de jeugd voor Beira Mar Almada, Foot-21, Sporting Clube de Portugal, Ginásio Corroios en Belenenses. Op 18 januari 2015 debuteerde hij in de Primeira Liga tegen Gil Vicente. Drie dagen later maakte de vleugelspeler in de bekercompetitie zijn eerste treffer voor Belenenses tegen Sporting Clube de Portugal. Tijdens het seizoen 2014/15 kwam hij tot een totaal van zestien competitiewedstrijden. In 2015 zette Dálcio zijn handtekening onder een vijfjarig contract bij SL Benfica.

## Interlandcarrière
Dálcio debuteerde in 2015 voor Portugal –19.